# Institut d'océanographie Scripps
Pour les articles homonymes, voir Institut océanographique et Scripps.
L'institut d'océanographie Scripps (en anglais Scripps Institution of Oceanography, SIO) est un centre de recherche scientifique maritime. Situé à La Jolla en Californie, il s'agit de l'un des plus anciens, des plus grands et des plus importants centres de recherche de son type au monde. Les 1 300 membres du personnel conduisent la recherche océanographique à l'aide de navires de recherche océanographique et de laboratoires basés sur le littoral. La face visible de l'établissement est connue sous le nom de Birch Aquarium, un aquarium en bouleau.
Les programmes de recherche du SIO regroupent des études biologiques, physiques, chimiques, géologiques et géophysiques du monde océanique. Il étudie également l'interaction des océans avec le climat atmosphérique et les préoccupations environnementales concernant la terra firma (« terre ferme »). En lien avec ces recherches, il offre des diplômes menant au doctorat en océanographie, en biologie marine et en sciences de la Terre.
En 2009, le personnel du SIO est réparti dans approximativement 90 facultés, dont 300 autres scientifiques du corps enseignant, et 200 étudiants de haut niveau. Le budget annuel est de plus de 140 millions USD.
Le SIO est parfois vu comme l'équivalent de l'Institut océanographique de Woods Hole situé dans le Massachusetts sur la côte est américaine. Cependant, l'analogie est inexacte : c'est une division de l'université de Californie à San Diego, alors que Woods Hole est un groupe à but non lucratif indépendant qui collabore avec le MIT.

## Histoire
L'institut d'océanographie Scripps fut établi en 1903 comme « laboratoire biologique de marine en commémoration de George H. Scripps », il est nommé « George H. Scripps Memorial Marine Biological Laboratory » ; il s'agit d'un laboratoire indépendant de recherche biologique fondé par le professeur de zoologie William Emerson Ritter de l'université de Californie, avec l'appui d'Ellen Browning Scripps et plus tard de son frère Edward Willis Scripps. Ils ont entièrement financé l'institut les premières années.
En 1912, le « Scripps » devient une partie de l'université de Californie et a été renommé le « Scripps Institution for Biological Research ». Pendant les années 1960, dirigé par Roger Randall Dougan Revelle, il fut le moteur de la création de l'université de Californie à San Diego (UCSD).

## Navires océanographiques

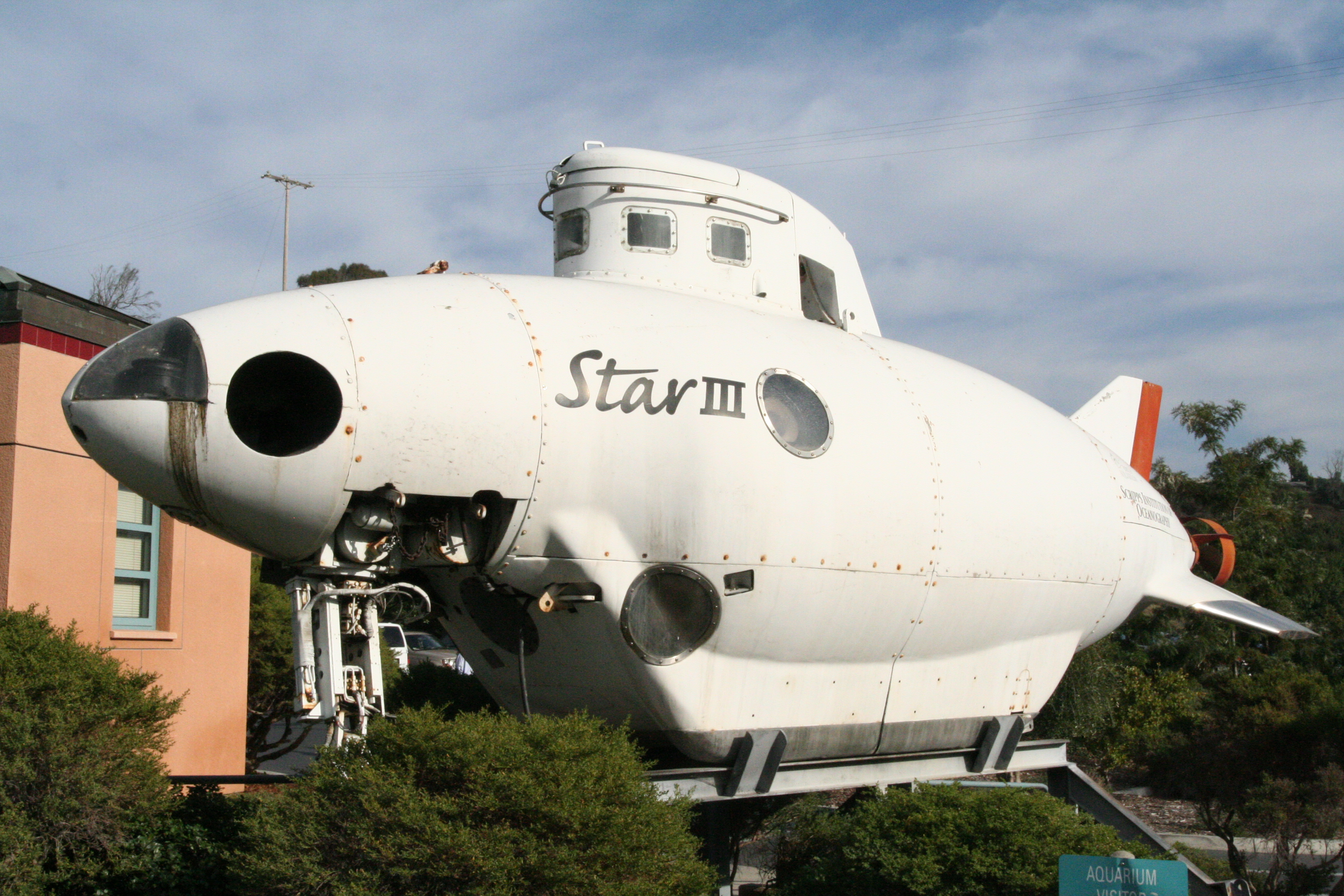
Photo du sous-marin Star III, retiré du service en 2009.

L'institution possède une flotte de quatre navires océanographiques de recherches et a servi à diriger le Deep Sea Drilling Project (en) (DSDP), un projet de forage océanique entre 1968 et 1983.
En 2009, les navires de recherches en opération étaient :
- RV FLIP - en service ;
- RV Roger Revelle (AGOR-24), en service ;
- RV Melville (AGOR-14), en service ;
- RV New Horizon, retiré ;
- RV Robert Gordon Sproul, retiré ;
- RV Sally Ride (AGOR-28) depuis 2016.